# Hugh Mitchell
Hugh William Mitchell (Winchester, 7 september 1989) is een Brits acteur.

## Carrière
Mitchell begon in 2002 met acteren in de film Harry Potter and the Chamber of Secrets, waarna hij in nog meerdere films en televisieseries speelde. Zo speelde hij nog in onder andere Nicholas Nickleby (2002), The Da Vinci Code (2006) en Tormented (2009).

## Filmografie

### Films
Uitgezonderd korte films.
- 2009 Tormented - als Tim
- 2006 The Da Vinci Code - als jonge Silas
- 2005 Beneath the Skin - als Josh Hintlesham
- 2005 Tom Brown's Schooldays - als Green
- 2003 Henry VIII - als prins Edward
- 2003 Wondrous Oblivion - als Hargreaves
- 2003 State of Mind - als Adam Watson
- 2002 Nicholas Nickleby - als Nicholas Nickleby
- 2002 Harry Potter and the Chamber of Secrets - als Colin Creevey

### Televisieseries
Uitgezonderd eenmalige gastrollen.
- 2013 The White Queen - als Richard Welles - 2 afl.
- 2012 The Last Weekend - als Archie - 3 afl.
- 2007 Waking the Dead - als Mark Lennon - 2 afl.

### Computerspellen
- 2007 Harry Potter and the Order of the Phoenix - als Colin Creevey